# مقاطعة ريتشموند (فيرجينيا)
 مقاطعة ريتشموند  (بالإنجليزية:  Richmond County)‏ هي إحدى المقاطعات في ولاية فيرجينيا في الولايات المتحدة الأمريكية.

## أعلام
- فرانسيس لايتفوت لي
- وليام كلاسكوك
- صموئيل غريفين

## جغرافيا
صرح مكتب تعداد الولايات المتحدة ان مقاطعة ريتشموند تقع على مساحه 216 ميل مربع ( 560 كيلومتر), منها 191 ميل مربع (490 كيلومتر) هي أراضي صلبة و 25 ميل مربع منها هي مياه.